# Необикновените
„Необикновените“ (на английски: The Gifted) е американски сериал по идея на Мат Никс.
Базиран е върху елементи от Марвел Комикс. Сериалът започва по Fox на 2 октомври 2017 г. и е част от света на филмовата поредица Х-Мен.  На 4 януари 2019 година, сериалът е подновен за втори сезон, който започва да се излъчва на 25 септември.
На 17 април 2019 г. Fox спира сериала след втория му сезон.

## Резюме
В първи сезон, живота на двойката Рийд и Кейтлин е разклатен, след като откриват че децата им - Лорен и Анди са мутанти. Те са принудени да избягат от правителството, за да си спасят децата и се присъединяват към Мутантската мрежа - група незаконно борещи се за правата си мутанти, водени от Еклипс, Поларис и Тъндърбърд.
Във втори сезон, Анди и Поларис се присъединяват към клубът на адския огън, които са терористична мутантска организация. Чистителите - организация мразеща мутантите, става все по-влиятелна. Докато клубът на адския огън и ловците на мутанти създават вражда между хора и мутанти, Подземната съпротива се бори за мир и оцеляването и на двамата вида.

## Актьорски състав
- Стивън Мойър – Рийд Стракър
- Ейми Акър – Кейтлин Стракър
- Натали Алин Линд – Лорън Стракър
- Пърси Хайнс Уайт – Анди Стракър
- Шон Тийли – Маркос Диаз / Еклипс
- Джейми Чънг – Кларис Фонг / Блинк
- Ема Дюмонт – Лорна Дейн / Поларис
- Блеър Редфорд – Джон Праудстар / Тъндърбърд
- Коби Бел – Джейс Търнър
- Скайлър Самюелс – Есме Фрост, Софи Фрост и Фийби Фрост / Сестрите Фрост
- Грейс Байърс – Рийва Пейдж